# Libra Cars
Libra Cars war ein britischer Hersteller von Automobilen.

## Unternehmensgeschichte
David Jones gründete 1985 das Unternehmen in Wrexham in Wales. Er begann mit der Produktion von Automobilen und Kits. Der Markenname lautete King. 1987 oder 1992 endete die Produktion. Insgesamt entstanden etwa 110 Exemplare.

## Fahrzeuge
Das einzige Modell Cobra war die Nachbildung des AC Cobra. Neben der normalen Ausführung 427 ergänzte 1987 der 289 das Sortiment. Die Basis bildete ein Leiterrahmen aus Stahl. Darauf wurde eine offene Karosserie montiert. Viele Teile, so auch der Vierzylindermotor, kamen vom Ford Cortina. Alternativ waren auch Achsen von Jaguar Cars und V8-Motoren von Rover erhältlich.
Das Fahrzeug rangierte im unteren Preissegment der Cobra-Nachbildungen, bot aber trotzdem gute Qualität. Der große Erfolg des ähnlichen Pilgrim Sumo von Pilgrim Cars überschattete die King Cobra.